# Mont-Saint-Guibert
Mont-Saint-Guibert es un municipio belga perteneciente a la provincia de Brabante Valón, en la Región Valona.
A 1 de enero de 2019 tiene 7771 habitantes en un área de 18,63 km².

## Geografía
Se ubica a medio camino entre Bruselas y Namur sobre la línea de ferrocarril que une ambas ciudades. Se ubica unos 5 km al sur de Wavre.

### Secciones del municipio
El municipio comprende los antiguos municipios, que se fusionaron en 1977:
| - Mont-Saint-Guibert - Corbais - Hévillers |

## Demografía

### Evolución
Todos los datos históricos relativos al actual municipio, el siguiente gráfico refleja su evolución demográfica, incluyendo municipios después de efectuada la fusión el 1 de enero de 1977.
| Gráfica de evolución demográfica de Mont-Saint-Guibert entre 1846 y 2020 |
|                                                                          |

## Deporte
Es el lugar de nacimiento del piragüista olímpico Jean-Pierre Burny.